# National Wrestling Association World Middleweight Championship
Il National Wrestling Association World Middleweight Championship è stato un titolo di wrestling promosso dalla National Wrestling Association (NWA), una branca della National Boxing Association (NBA). Il titolo era riservato alla classe di peso dei Middleweight (inferiore ai 73 kg).
Il titolo è stato attivo a partire dal 1930, anno di riconoscimento del primo campione, fino al a962, quando è stato di fatto abbandonato in favore del NWA World Middleweight Championship, promosso dalla National Wrestling Alliance.

## Albo d'oro
| #  | Campione       | Regno | Data              | Giorni | Località                   | Evento     | Note | Fonti |
| -- | -------------- | ----- | ----------------- | ------ | -------------------------- | ---------- | --- | ----- |
| 1  | Gus Kallio     | 1     | 9 aprile 1930     | 72     | Columbus, Ohio             | House show | Kallio vinse un torneo per decretare il campione inaugurale sconfiggendo Ray Carpenter in finale. |       |
| 2  | George Sauer   | 1     | 20 giugno 1930    | 105    | San Antonio, Texas         | House show | Per una parte del suo regno Sauer difese il titolo con lo pseudonimo di The Masked Marvel. |       |
| 3  | Gus Kallio     | 2     | 3 ottobre 1930    | 1.677  | San Antonio, Texas         | House show | La NWA iniziò a riconoscere il regno solo dalla convention dell'ottobre 1931. |       |
| 4  | Joe Gunther    | 1     | 7 luglio 1935     | 38     | Nashville, Tennessee       | House show | |       |
| 5  | Gus Kallio     | 3     | 14 giugno 1935    | 1.315  | Mobile, Alabama            | House show | |       |
| 6  | Octavio Gaona  | 1     | 19 gennaio 1939   | 21     | Città del Messico, Messico | House show | Inizialmente il regno era riconosciuto come iniziato il 19 febbraio 1939. |       |
| 7  | Tarzán López   | 1     | 9 settembre 1939  | 1.041  | Città del Messico, Messico | House show | |       |
| 8  | Black Guzman   | 1     | 16 dicembre 1941  | 57     | Città del Messico, Messico | House show | |       |
| 9  | Tarzán López   | 2     | 11 febbraio 1942  | 1.473  | Città del Messico, Messico | House show | |       |
| 10 | Gory Guerrero  | 1     | 23 febbraio 1946  | 779    | Città del Messico, Messico | House show | |       |
| 11 | Mike Kelly     | 1     | 12 aprile 1948    | 411    | Città del Messico, Messico | House show | |       |
| 12 | Tarzán López   | 3     | 28 maggio 1949    | 481    | Città del Messico, Messico | House show | |       |
| 13 | Sugi Sito      | 1     | 21 settembre 1950 | 368    | Città del Messico, Messico | House show | |       |
| 14 | Enrique Llanes | 1     | 24 settembre 1951 | 293    | Città del Messico, Messico | House show | |       |
| -  | Vacante        | -     | 6 giugno 1952     | -      | -                          | -          | Il titolo fu reso vacante quando Llanes lasciò la federazione. |       |
| 15 | Tarzán López   | 4     | 13 luglio 1952    | 342    | Messico                    | House show | López vinse un torneo per riassegnare il titolo vacante, la NWA riconosce il cambio di titolo solo a partire da settembre 1952.                                                                                      |       |
| 16 | Sugi Sito      | 2     | 20 giugno 1953    | 195    | Città del Messico, Messico | House show | |       |
| 17 | El Santo       | 1     | 1 gennaio 1954    | 1.022  | Città del Messico, Messico | House show | |       |
| 18 | Rolando Vera   | 1     | 19 ottobre 1956   | 1.455  | Monterrey, Messico         | House show | La National Wrestling Association considera il titolo vacante a partire dal novembre 1959, ma Vera continua ad essere promosso come campione e riconosciuto come tale dalla National Wrestling Alliance.             |       |
| 19 | Rene Guajardo  | 1     | 13 ottobre 1960   | 415    | Monterrey, Messico         | House show | Guajardo sconfisse Vera in un incontro valido unicamente per il NWA World Middleweight Championship di proprietà della National Wrestling Alliance, ma la National Wrestling Association lo considera come campione. |       |
| 20 | Antonio Poza   | 1     | 2 dicembre 1961   | --     | Città del Messico, Messico | House show | |       |
| -  | Disattivato    | -     | 1960              | -      | -                          | -          | La National Wrestling Association smise di promuovere il titolo nel 1962, riconoscendo il NWA World Middleweight Championship di proprietà della National Wrestling Alliance.                                        |       |